# Malayotyphlops denrorum
Malayotyphlops denrorum — вид змій родини сліпунів (Typhlopidae). Ендемік Філіппін. Описаний у 2016 році.

## Поширення і екологія
Malayotyphlops denrorum відомі за типовим зразком, зібраним в муніципалітеті Сан-Маріано в провінції Ісабела на північному сході острова Лусон, в передгір'ях Сьєрра-Мадре.